# درو گولاک
درو گولاک (انگلیسی: Drew Gulak؛ زادهٔ ۲۸ آوریل ۱۹۸۷) کشتی‌گیر کشتی حرفه‌ای اهل ایالات متحده آمریکا است.